# Mat del boig
|   | a | b | c | d | e | f | g | h |   |
| 8 | a8 negres torre · b8 negres cavall · c8 negres alfil · e8 negres rei · f8 negres alfil · g8 negres cavall · h8 negres torre · a7 negres peó · b7 negres peó · c7 negres peó · d7 negres peó · f7 negres peó · g7 negres peó · h7 negres peó · e5 negres peó · g4 blanques peó · h4 negres dama · f3 blanques peó · a2 blanques peó · b2 blanques peó · c2 blanques peó · d2 blanques peó · e2 blanques peó · h2 blanques peó · a1 blanques torre · b1 blanques cavall · c1 blanques alfil · d1 blanques dama · e1 blanques rei · f1 blanques alfil · g1 blanques cavall · h1 blanques torre | a8 negres torre · b8 negres cavall · c8 negres alfil · e8 negres rei · f8 negres alfil · g8 negres cavall · h8 negres torre · a7 negres peó · b7 negres peó · c7 negres peó · d7 negres peó · f7 negres peó · g7 negres peó · h7 negres peó · e5 negres peó · g4 blanques peó · h4 negres dama · f3 blanques peó · a2 blanques peó · b2 blanques peó · c2 blanques peó · d2 blanques peó · e2 blanques peó · h2 blanques peó · a1 blanques torre · b1 blanques cavall · c1 blanques alfil · d1 blanques dama · e1 blanques rei · f1 blanques alfil · g1 blanques cavall · h1 blanques torre | a8 negres torre · b8 negres cavall · c8 negres alfil · e8 negres rei · f8 negres alfil · g8 negres cavall · h8 negres torre · a7 negres peó · b7 negres peó · c7 negres peó · d7 negres peó · f7 negres peó · g7 negres peó · h7 negres peó · e5 negres peó · g4 blanques peó · h4 negres dama · f3 blanques peó · a2 blanques peó · b2 blanques peó · c2 blanques peó · d2 blanques peó · e2 blanques peó · h2 blanques peó · a1 blanques torre · b1 blanques cavall · c1 blanques alfil · d1 blanques dama · e1 blanques rei · f1 blanques alfil · g1 blanques cavall · h1 blanques torre | a8 negres torre · b8 negres cavall · c8 negres alfil · e8 negres rei · f8 negres alfil · g8 negres cavall · h8 negres torre · a7 negres peó · b7 negres peó · c7 negres peó · d7 negres peó · f7 negres peó · g7 negres peó · h7 negres peó · e5 negres peó · g4 blanques peó · h4 negres dama · f3 blanques peó · a2 blanques peó · b2 blanques peó · c2 blanques peó · d2 blanques peó · e2 blanques peó · h2 blanques peó · a1 blanques torre · b1 blanques cavall · c1 blanques alfil · d1 blanques dama · e1 blanques rei · f1 blanques alfil · g1 blanques cavall · h1 blanques torre | a8 negres torre · b8 negres cavall · c8 negres alfil · e8 negres rei · f8 negres alfil · g8 negres cavall · h8 negres torre · a7 negres peó · b7 negres peó · c7 negres peó · d7 negres peó · f7 negres peó · g7 negres peó · h7 negres peó · e5 negres peó · g4 blanques peó · h4 negres dama · f3 blanques peó · a2 blanques peó · b2 blanques peó · c2 blanques peó · d2 blanques peó · e2 blanques peó · h2 blanques peó · a1 blanques torre · b1 blanques cavall · c1 blanques alfil · d1 blanques dama · e1 blanques rei · f1 blanques alfil · g1 blanques cavall · h1 blanques torre | a8 negres torre · b8 negres cavall · c8 negres alfil · e8 negres rei · f8 negres alfil · g8 negres cavall · h8 negres torre · a7 negres peó · b7 negres peó · c7 negres peó · d7 negres peó · f7 negres peó · g7 negres peó · h7 negres peó · e5 negres peó · g4 blanques peó · h4 negres dama · f3 blanques peó · a2 blanques peó · b2 blanques peó · c2 blanques peó · d2 blanques peó · e2 blanques peó · h2 blanques peó · a1 blanques torre · b1 blanques cavall · c1 blanques alfil · d1 blanques dama · e1 blanques rei · f1 blanques alfil · g1 blanques cavall · h1 blanques torre | a8 negres torre · b8 negres cavall · c8 negres alfil · e8 negres rei · f8 negres alfil · g8 negres cavall · h8 negres torre · a7 negres peó · b7 negres peó · c7 negres peó · d7 negres peó · f7 negres peó · g7 negres peó · h7 negres peó · e5 negres peó · g4 blanques peó · h4 negres dama · f3 blanques peó · a2 blanques peó · b2 blanques peó · c2 blanques peó · d2 blanques peó · e2 blanques peó · h2 blanques peó · a1 blanques torre · b1 blanques cavall · c1 blanques alfil · d1 blanques dama · e1 blanques rei · f1 blanques alfil · g1 blanques cavall · h1 blanques torre | a8 negres torre · b8 negres cavall · c8 negres alfil · e8 negres rei · f8 negres alfil · g8 negres cavall · h8 negres torre · a7 negres peó · b7 negres peó · c7 negres peó · d7 negres peó · f7 negres peó · g7 negres peó · h7 negres peó · e5 negres peó · g4 blanques peó · h4 negres dama · f3 blanques peó · a2 blanques peó · b2 blanques peó · c2 blanques peó · d2 blanques peó · e2 blanques peó · h2 blanques peó · a1 blanques torre · b1 blanques cavall · c1 blanques alfil · d1 blanques dama · e1 blanques rei · f1 blanques alfil · g1 blanques cavall · h1 blanques torre | 8 |
| 7 | a8 negres torre · b8 negres cavall · c8 negres alfil · e8 negres rei · f8 negres alfil · g8 negres cavall · h8 negres torre · a7 negres peó · b7 negres peó · c7 negres peó · d7 negres peó · f7 negres peó · g7 negres peó · h7 negres peó · e5 negres peó · g4 blanques peó · h4 negres dama · f3 blanques peó · a2 blanques peó · b2 blanques peó · c2 blanques peó · d2 blanques peó · e2 blanques peó · h2 blanques peó · a1 blanques torre · b1 blanques cavall · c1 blanques alfil · d1 blanques dama · e1 blanques rei · f1 blanques alfil · g1 blanques cavall · h1 blanques torre | a8 negres torre · b8 negres cavall · c8 negres alfil · e8 negres rei · f8 negres alfil · g8 negres cavall · h8 negres torre · a7 negres peó · b7 negres peó · c7 negres peó · d7 negres peó · f7 negres peó · g7 negres peó · h7 negres peó · e5 negres peó · g4 blanques peó · h4 negres dama · f3 blanques peó · a2 blanques peó · b2 blanques peó · c2 blanques peó · d2 blanques peó · e2 blanques peó · h2 blanques peó · a1 blanques torre · b1 blanques cavall · c1 blanques alfil · d1 blanques dama · e1 blanques rei · f1 blanques alfil · g1 blanques cavall · h1 blanques torre | a8 negres torre · b8 negres cavall · c8 negres alfil · e8 negres rei · f8 negres alfil · g8 negres cavall · h8 negres torre · a7 negres peó · b7 negres peó · c7 negres peó · d7 negres peó · f7 negres peó · g7 negres peó · h7 negres peó · e5 negres peó · g4 blanques peó · h4 negres dama · f3 blanques peó · a2 blanques peó · b2 blanques peó · c2 blanques peó · d2 blanques peó · e2 blanques peó · h2 blanques peó · a1 blanques torre · b1 blanques cavall · c1 blanques alfil · d1 blanques dama · e1 blanques rei · f1 blanques alfil · g1 blanques cavall · h1 blanques torre | a8 negres torre · b8 negres cavall · c8 negres alfil · e8 negres rei · f8 negres alfil · g8 negres cavall · h8 negres torre · a7 negres peó · b7 negres peó · c7 negres peó · d7 negres peó · f7 negres peó · g7 negres peó · h7 negres peó · e5 negres peó · g4 blanques peó · h4 negres dama · f3 blanques peó · a2 blanques peó · b2 blanques peó · c2 blanques peó · d2 blanques peó · e2 blanques peó · h2 blanques peó · a1 blanques torre · b1 blanques cavall · c1 blanques alfil · d1 blanques dama · e1 blanques rei · f1 blanques alfil · g1 blanques cavall · h1 blanques torre | a8 negres torre · b8 negres cavall · c8 negres alfil · e8 negres rei · f8 negres alfil · g8 negres cavall · h8 negres torre · a7 negres peó · b7 negres peó · c7 negres peó · d7 negres peó · f7 negres peó · g7 negres peó · h7 negres peó · e5 negres peó · g4 blanques peó · h4 negres dama · f3 blanques peó · a2 blanques peó · b2 blanques peó · c2 blanques peó · d2 blanques peó · e2 blanques peó · h2 blanques peó · a1 blanques torre · b1 blanques cavall · c1 blanques alfil · d1 blanques dama · e1 blanques rei · f1 blanques alfil · g1 blanques cavall · h1 blanques torre | a8 negres torre · b8 negres cavall · c8 negres alfil · e8 negres rei · f8 negres alfil · g8 negres cavall · h8 negres torre · a7 negres peó · b7 negres peó · c7 negres peó · d7 negres peó · f7 negres peó · g7 negres peó · h7 negres peó · e5 negres peó · g4 blanques peó · h4 negres dama · f3 blanques peó · a2 blanques peó · b2 blanques peó · c2 blanques peó · d2 blanques peó · e2 blanques peó · h2 blanques peó · a1 blanques torre · b1 blanques cavall · c1 blanques alfil · d1 blanques dama · e1 blanques rei · f1 blanques alfil · g1 blanques cavall · h1 blanques torre | a8 negres torre · b8 negres cavall · c8 negres alfil · e8 negres rei · f8 negres alfil · g8 negres cavall · h8 negres torre · a7 negres peó · b7 negres peó · c7 negres peó · d7 negres peó · f7 negres peó · g7 negres peó · h7 negres peó · e5 negres peó · g4 blanques peó · h4 negres dama · f3 blanques peó · a2 blanques peó · b2 blanques peó · c2 blanques peó · d2 blanques peó · e2 blanques peó · h2 blanques peó · a1 blanques torre · b1 blanques cavall · c1 blanques alfil · d1 blanques dama · e1 blanques rei · f1 blanques alfil · g1 blanques cavall · h1 blanques torre | a8 negres torre · b8 negres cavall · c8 negres alfil · e8 negres rei · f8 negres alfil · g8 negres cavall · h8 negres torre · a7 negres peó · b7 negres peó · c7 negres peó · d7 negres peó · f7 negres peó · g7 negres peó · h7 negres peó · e5 negres peó · g4 blanques peó · h4 negres dama · f3 blanques peó · a2 blanques peó · b2 blanques peó · c2 blanques peó · d2 blanques peó · e2 blanques peó · h2 blanques peó · a1 blanques torre · b1 blanques cavall · c1 blanques alfil · d1 blanques dama · e1 blanques rei · f1 blanques alfil · g1 blanques cavall · h1 blanques torre | 7 |
| 6 | a8 negres torre · b8 negres cavall · c8 negres alfil · e8 negres rei · f8 negres alfil · g8 negres cavall · h8 negres torre · a7 negres peó · b7 negres peó · c7 negres peó · d7 negres peó · f7 negres peó · g7 negres peó · h7 negres peó · e5 negres peó · g4 blanques peó · h4 negres dama · f3 blanques peó · a2 blanques peó · b2 blanques peó · c2 blanques peó · d2 blanques peó · e2 blanques peó · h2 blanques peó · a1 blanques torre · b1 blanques cavall · c1 blanques alfil · d1 blanques dama · e1 blanques rei · f1 blanques alfil · g1 blanques cavall · h1 blanques torre | a8 negres torre · b8 negres cavall · c8 negres alfil · e8 negres rei · f8 negres alfil · g8 negres cavall · h8 negres torre · a7 negres peó · b7 negres peó · c7 negres peó · d7 negres peó · f7 negres peó · g7 negres peó · h7 negres peó · e5 negres peó · g4 blanques peó · h4 negres dama · f3 blanques peó · a2 blanques peó · b2 blanques peó · c2 blanques peó · d2 blanques peó · e2 blanques peó · h2 blanques peó · a1 blanques torre · b1 blanques cavall · c1 blanques alfil · d1 blanques dama · e1 blanques rei · f1 blanques alfil · g1 blanques cavall · h1 blanques torre | a8 negres torre · b8 negres cavall · c8 negres alfil · e8 negres rei · f8 negres alfil · g8 negres cavall · h8 negres torre · a7 negres peó · b7 negres peó · c7 negres peó · d7 negres peó · f7 negres peó · g7 negres peó · h7 negres peó · e5 negres peó · g4 blanques peó · h4 negres dama · f3 blanques peó · a2 blanques peó · b2 blanques peó · c2 blanques peó · d2 blanques peó · e2 blanques peó · h2 blanques peó · a1 blanques torre · b1 blanques cavall · c1 blanques alfil · d1 blanques dama · e1 blanques rei · f1 blanques alfil · g1 blanques cavall · h1 blanques torre | a8 negres torre · b8 negres cavall · c8 negres alfil · e8 negres rei · f8 negres alfil · g8 negres cavall · h8 negres torre · a7 negres peó · b7 negres peó · c7 negres peó · d7 negres peó · f7 negres peó · g7 negres peó · h7 negres peó · e5 negres peó · g4 blanques peó · h4 negres dama · f3 blanques peó · a2 blanques peó · b2 blanques peó · c2 blanques peó · d2 blanques peó · e2 blanques peó · h2 blanques peó · a1 blanques torre · b1 blanques cavall · c1 blanques alfil · d1 blanques dama · e1 blanques rei · f1 blanques alfil · g1 blanques cavall · h1 blanques torre | a8 negres torre · b8 negres cavall · c8 negres alfil · e8 negres rei · f8 negres alfil · g8 negres cavall · h8 negres torre · a7 negres peó · b7 negres peó · c7 negres peó · d7 negres peó · f7 negres peó · g7 negres peó · h7 negres peó · e5 negres peó · g4 blanques peó · h4 negres dama · f3 blanques peó · a2 blanques peó · b2 blanques peó · c2 blanques peó · d2 blanques peó · e2 blanques peó · h2 blanques peó · a1 blanques torre · b1 blanques cavall · c1 blanques alfil · d1 blanques dama · e1 blanques rei · f1 blanques alfil · g1 blanques cavall · h1 blanques torre | a8 negres torre · b8 negres cavall · c8 negres alfil · e8 negres rei · f8 negres alfil · g8 negres cavall · h8 negres torre · a7 negres peó · b7 negres peó · c7 negres peó · d7 negres peó · f7 negres peó · g7 negres peó · h7 negres peó · e5 negres peó · g4 blanques peó · h4 negres dama · f3 blanques peó · a2 blanques peó · b2 blanques peó · c2 blanques peó · d2 blanques peó · e2 blanques peó · h2 blanques peó · a1 blanques torre · b1 blanques cavall · c1 blanques alfil · d1 blanques dama · e1 blanques rei · f1 blanques alfil · g1 blanques cavall · h1 blanques torre | a8 negres torre · b8 negres cavall · c8 negres alfil · e8 negres rei · f8 negres alfil · g8 negres cavall · h8 negres torre · a7 negres peó · b7 negres peó · c7 negres peó · d7 negres peó · f7 negres peó · g7 negres peó · h7 negres peó · e5 negres peó · g4 blanques peó · h4 negres dama · f3 blanques peó · a2 blanques peó · b2 blanques peó · c2 blanques peó · d2 blanques peó · e2 blanques peó · h2 blanques peó · a1 blanques torre · b1 blanques cavall · c1 blanques alfil · d1 blanques dama · e1 blanques rei · f1 blanques alfil · g1 blanques cavall · h1 blanques torre | a8 negres torre · b8 negres cavall · c8 negres alfil · e8 negres rei · f8 negres alfil · g8 negres cavall · h8 negres torre · a7 negres peó · b7 negres peó · c7 negres peó · d7 negres peó · f7 negres peó · g7 negres peó · h7 negres peó · e5 negres peó · g4 blanques peó · h4 negres dama · f3 blanques peó · a2 blanques peó · b2 blanques peó · c2 blanques peó · d2 blanques peó · e2 blanques peó · h2 blanques peó · a1 blanques torre · b1 blanques cavall · c1 blanques alfil · d1 blanques dama · e1 blanques rei · f1 blanques alfil · g1 blanques cavall · h1 blanques torre | 6 |
| 5 | a8 negres torre · b8 negres cavall · c8 negres alfil · e8 negres rei · f8 negres alfil · g8 negres cavall · h8 negres torre · a7 negres peó · b7 negres peó · c7 negres peó · d7 negres peó · f7 negres peó · g7 negres peó · h7 negres peó · e5 negres peó · g4 blanques peó · h4 negres dama · f3 blanques peó · a2 blanques peó · b2 blanques peó · c2 blanques peó · d2 blanques peó · e2 blanques peó · h2 blanques peó · a1 blanques torre · b1 blanques cavall · c1 blanques alfil · d1 blanques dama · e1 blanques rei · f1 blanques alfil · g1 blanques cavall · h1 blanques torre | a8 negres torre · b8 negres cavall · c8 negres alfil · e8 negres rei · f8 negres alfil · g8 negres cavall · h8 negres torre · a7 negres peó · b7 negres peó · c7 negres peó · d7 negres peó · f7 negres peó · g7 negres peó · h7 negres peó · e5 negres peó · g4 blanques peó · h4 negres dama · f3 blanques peó · a2 blanques peó · b2 blanques peó · c2 blanques peó · d2 blanques peó · e2 blanques peó · h2 blanques peó · a1 blanques torre · b1 blanques cavall · c1 blanques alfil · d1 blanques dama · e1 blanques rei · f1 blanques alfil · g1 blanques cavall · h1 blanques torre | a8 negres torre · b8 negres cavall · c8 negres alfil · e8 negres rei · f8 negres alfil · g8 negres cavall · h8 negres torre · a7 negres peó · b7 negres peó · c7 negres peó · d7 negres peó · f7 negres peó · g7 negres peó · h7 negres peó · e5 negres peó · g4 blanques peó · h4 negres dama · f3 blanques peó · a2 blanques peó · b2 blanques peó · c2 blanques peó · d2 blanques peó · e2 blanques peó · h2 blanques peó · a1 blanques torre · b1 blanques cavall · c1 blanques alfil · d1 blanques dama · e1 blanques rei · f1 blanques alfil · g1 blanques cavall · h1 blanques torre | a8 negres torre · b8 negres cavall · c8 negres alfil · e8 negres rei · f8 negres alfil · g8 negres cavall · h8 negres torre · a7 negres peó · b7 negres peó · c7 negres peó · d7 negres peó · f7 negres peó · g7 negres peó · h7 negres peó · e5 negres peó · g4 blanques peó · h4 negres dama · f3 blanques peó · a2 blanques peó · b2 blanques peó · c2 blanques peó · d2 blanques peó · e2 blanques peó · h2 blanques peó · a1 blanques torre · b1 blanques cavall · c1 blanques alfil · d1 blanques dama · e1 blanques rei · f1 blanques alfil · g1 blanques cavall · h1 blanques torre | a8 negres torre · b8 negres cavall · c8 negres alfil · e8 negres rei · f8 negres alfil · g8 negres cavall · h8 negres torre · a7 negres peó · b7 negres peó · c7 negres peó · d7 negres peó · f7 negres peó · g7 negres peó · h7 negres peó · e5 negres peó · g4 blanques peó · h4 negres dama · f3 blanques peó · a2 blanques peó · b2 blanques peó · c2 blanques peó · d2 blanques peó · e2 blanques peó · h2 blanques peó · a1 blanques torre · b1 blanques cavall · c1 blanques alfil · d1 blanques dama · e1 blanques rei · f1 blanques alfil · g1 blanques cavall · h1 blanques torre | a8 negres torre · b8 negres cavall · c8 negres alfil · e8 negres rei · f8 negres alfil · g8 negres cavall · h8 negres torre · a7 negres peó · b7 negres peó · c7 negres peó · d7 negres peó · f7 negres peó · g7 negres peó · h7 negres peó · e5 negres peó · g4 blanques peó · h4 negres dama · f3 blanques peó · a2 blanques peó · b2 blanques peó · c2 blanques peó · d2 blanques peó · e2 blanques peó · h2 blanques peó · a1 blanques torre · b1 blanques cavall · c1 blanques alfil · d1 blanques dama · e1 blanques rei · f1 blanques alfil · g1 blanques cavall · h1 blanques torre | a8 negres torre · b8 negres cavall · c8 negres alfil · e8 negres rei · f8 negres alfil · g8 negres cavall · h8 negres torre · a7 negres peó · b7 negres peó · c7 negres peó · d7 negres peó · f7 negres peó · g7 negres peó · h7 negres peó · e5 negres peó · g4 blanques peó · h4 negres dama · f3 blanques peó · a2 blanques peó · b2 blanques peó · c2 blanques peó · d2 blanques peó · e2 blanques peó · h2 blanques peó · a1 blanques torre · b1 blanques cavall · c1 blanques alfil · d1 blanques dama · e1 blanques rei · f1 blanques alfil · g1 blanques cavall · h1 blanques torre | a8 negres torre · b8 negres cavall · c8 negres alfil · e8 negres rei · f8 negres alfil · g8 negres cavall · h8 negres torre · a7 negres peó · b7 negres peó · c7 negres peó · d7 negres peó · f7 negres peó · g7 negres peó · h7 negres peó · e5 negres peó · g4 blanques peó · h4 negres dama · f3 blanques peó · a2 blanques peó · b2 blanques peó · c2 blanques peó · d2 blanques peó · e2 blanques peó · h2 blanques peó · a1 blanques torre · b1 blanques cavall · c1 blanques alfil · d1 blanques dama · e1 blanques rei · f1 blanques alfil · g1 blanques cavall · h1 blanques torre | 5 |
| 4 | a8 negres torre · b8 negres cavall · c8 negres alfil · e8 negres rei · f8 negres alfil · g8 negres cavall · h8 negres torre · a7 negres peó · b7 negres peó · c7 negres peó · d7 negres peó · f7 negres peó · g7 negres peó · h7 negres peó · e5 negres peó · g4 blanques peó · h4 negres dama · f3 blanques peó · a2 blanques peó · b2 blanques peó · c2 blanques peó · d2 blanques peó · e2 blanques peó · h2 blanques peó · a1 blanques torre · b1 blanques cavall · c1 blanques alfil · d1 blanques dama · e1 blanques rei · f1 blanques alfil · g1 blanques cavall · h1 blanques torre | a8 negres torre · b8 negres cavall · c8 negres alfil · e8 negres rei · f8 negres alfil · g8 negres cavall · h8 negres torre · a7 negres peó · b7 negres peó · c7 negres peó · d7 negres peó · f7 negres peó · g7 negres peó · h7 negres peó · e5 negres peó · g4 blanques peó · h4 negres dama · f3 blanques peó · a2 blanques peó · b2 blanques peó · c2 blanques peó · d2 blanques peó · e2 blanques peó · h2 blanques peó · a1 blanques torre · b1 blanques cavall · c1 blanques alfil · d1 blanques dama · e1 blanques rei · f1 blanques alfil · g1 blanques cavall · h1 blanques torre | a8 negres torre · b8 negres cavall · c8 negres alfil · e8 negres rei · f8 negres alfil · g8 negres cavall · h8 negres torre · a7 negres peó · b7 negres peó · c7 negres peó · d7 negres peó · f7 negres peó · g7 negres peó · h7 negres peó · e5 negres peó · g4 blanques peó · h4 negres dama · f3 blanques peó · a2 blanques peó · b2 blanques peó · c2 blanques peó · d2 blanques peó · e2 blanques peó · h2 blanques peó · a1 blanques torre · b1 blanques cavall · c1 blanques alfil · d1 blanques dama · e1 blanques rei · f1 blanques alfil · g1 blanques cavall · h1 blanques torre | a8 negres torre · b8 negres cavall · c8 negres alfil · e8 negres rei · f8 negres alfil · g8 negres cavall · h8 negres torre · a7 negres peó · b7 negres peó · c7 negres peó · d7 negres peó · f7 negres peó · g7 negres peó · h7 negres peó · e5 negres peó · g4 blanques peó · h4 negres dama · f3 blanques peó · a2 blanques peó · b2 blanques peó · c2 blanques peó · d2 blanques peó · e2 blanques peó · h2 blanques peó · a1 blanques torre · b1 blanques cavall · c1 blanques alfil · d1 blanques dama · e1 blanques rei · f1 blanques alfil · g1 blanques cavall · h1 blanques torre | a8 negres torre · b8 negres cavall · c8 negres alfil · e8 negres rei · f8 negres alfil · g8 negres cavall · h8 negres torre · a7 negres peó · b7 negres peó · c7 negres peó · d7 negres peó · f7 negres peó · g7 negres peó · h7 negres peó · e5 negres peó · g4 blanques peó · h4 negres dama · f3 blanques peó · a2 blanques peó · b2 blanques peó · c2 blanques peó · d2 blanques peó · e2 blanques peó · h2 blanques peó · a1 blanques torre · b1 blanques cavall · c1 blanques alfil · d1 blanques dama · e1 blanques rei · f1 blanques alfil · g1 blanques cavall · h1 blanques torre | a8 negres torre · b8 negres cavall · c8 negres alfil · e8 negres rei · f8 negres alfil · g8 negres cavall · h8 negres torre · a7 negres peó · b7 negres peó · c7 negres peó · d7 negres peó · f7 negres peó · g7 negres peó · h7 negres peó · e5 negres peó · g4 blanques peó · h4 negres dama · f3 blanques peó · a2 blanques peó · b2 blanques peó · c2 blanques peó · d2 blanques peó · e2 blanques peó · h2 blanques peó · a1 blanques torre · b1 blanques cavall · c1 blanques alfil · d1 blanques dama · e1 blanques rei · f1 blanques alfil · g1 blanques cavall · h1 blanques torre | a8 negres torre · b8 negres cavall · c8 negres alfil · e8 negres rei · f8 negres alfil · g8 negres cavall · h8 negres torre · a7 negres peó · b7 negres peó · c7 negres peó · d7 negres peó · f7 negres peó · g7 negres peó · h7 negres peó · e5 negres peó · g4 blanques peó · h4 negres dama · f3 blanques peó · a2 blanques peó · b2 blanques peó · c2 blanques peó · d2 blanques peó · e2 blanques peó · h2 blanques peó · a1 blanques torre · b1 blanques cavall · c1 blanques alfil · d1 blanques dama · e1 blanques rei · f1 blanques alfil · g1 blanques cavall · h1 blanques torre | a8 negres torre · b8 negres cavall · c8 negres alfil · e8 negres rei · f8 negres alfil · g8 negres cavall · h8 negres torre · a7 negres peó · b7 negres peó · c7 negres peó · d7 negres peó · f7 negres peó · g7 negres peó · h7 negres peó · e5 negres peó · g4 blanques peó · h4 negres dama · f3 blanques peó · a2 blanques peó · b2 blanques peó · c2 blanques peó · d2 blanques peó · e2 blanques peó · h2 blanques peó · a1 blanques torre · b1 blanques cavall · c1 blanques alfil · d1 blanques dama · e1 blanques rei · f1 blanques alfil · g1 blanques cavall · h1 blanques torre | 4 |
| 3 | a8 negres torre · b8 negres cavall · c8 negres alfil · e8 negres rei · f8 negres alfil · g8 negres cavall · h8 negres torre · a7 negres peó · b7 negres peó · c7 negres peó · d7 negres peó · f7 negres peó · g7 negres peó · h7 negres peó · e5 negres peó · g4 blanques peó · h4 negres dama · f3 blanques peó · a2 blanques peó · b2 blanques peó · c2 blanques peó · d2 blanques peó · e2 blanques peó · h2 blanques peó · a1 blanques torre · b1 blanques cavall · c1 blanques alfil · d1 blanques dama · e1 blanques rei · f1 blanques alfil · g1 blanques cavall · h1 blanques torre | a8 negres torre · b8 negres cavall · c8 negres alfil · e8 negres rei · f8 negres alfil · g8 negres cavall · h8 negres torre · a7 negres peó · b7 negres peó · c7 negres peó · d7 negres peó · f7 negres peó · g7 negres peó · h7 negres peó · e5 negres peó · g4 blanques peó · h4 negres dama · f3 blanques peó · a2 blanques peó · b2 blanques peó · c2 blanques peó · d2 blanques peó · e2 blanques peó · h2 blanques peó · a1 blanques torre · b1 blanques cavall · c1 blanques alfil · d1 blanques dama · e1 blanques rei · f1 blanques alfil · g1 blanques cavall · h1 blanques torre | a8 negres torre · b8 negres cavall · c8 negres alfil · e8 negres rei · f8 negres alfil · g8 negres cavall · h8 negres torre · a7 negres peó · b7 negres peó · c7 negres peó · d7 negres peó · f7 negres peó · g7 negres peó · h7 negres peó · e5 negres peó · g4 blanques peó · h4 negres dama · f3 blanques peó · a2 blanques peó · b2 blanques peó · c2 blanques peó · d2 blanques peó · e2 blanques peó · h2 blanques peó · a1 blanques torre · b1 blanques cavall · c1 blanques alfil · d1 blanques dama · e1 blanques rei · f1 blanques alfil · g1 blanques cavall · h1 blanques torre | a8 negres torre · b8 negres cavall · c8 negres alfil · e8 negres rei · f8 negres alfil · g8 negres cavall · h8 negres torre · a7 negres peó · b7 negres peó · c7 negres peó · d7 negres peó · f7 negres peó · g7 negres peó · h7 negres peó · e5 negres peó · g4 blanques peó · h4 negres dama · f3 blanques peó · a2 blanques peó · b2 blanques peó · c2 blanques peó · d2 blanques peó · e2 blanques peó · h2 blanques peó · a1 blanques torre · b1 blanques cavall · c1 blanques alfil · d1 blanques dama · e1 blanques rei · f1 blanques alfil · g1 blanques cavall · h1 blanques torre | a8 negres torre · b8 negres cavall · c8 negres alfil · e8 negres rei · f8 negres alfil · g8 negres cavall · h8 negres torre · a7 negres peó · b7 negres peó · c7 negres peó · d7 negres peó · f7 negres peó · g7 negres peó · h7 negres peó · e5 negres peó · g4 blanques peó · h4 negres dama · f3 blanques peó · a2 blanques peó · b2 blanques peó · c2 blanques peó · d2 blanques peó · e2 blanques peó · h2 blanques peó · a1 blanques torre · b1 blanques cavall · c1 blanques alfil · d1 blanques dama · e1 blanques rei · f1 blanques alfil · g1 blanques cavall · h1 blanques torre | a8 negres torre · b8 negres cavall · c8 negres alfil · e8 negres rei · f8 negres alfil · g8 negres cavall · h8 negres torre · a7 negres peó · b7 negres peó · c7 negres peó · d7 negres peó · f7 negres peó · g7 negres peó · h7 negres peó · e5 negres peó · g4 blanques peó · h4 negres dama · f3 blanques peó · a2 blanques peó · b2 blanques peó · c2 blanques peó · d2 blanques peó · e2 blanques peó · h2 blanques peó · a1 blanques torre · b1 blanques cavall · c1 blanques alfil · d1 blanques dama · e1 blanques rei · f1 blanques alfil · g1 blanques cavall · h1 blanques torre | a8 negres torre · b8 negres cavall · c8 negres alfil · e8 negres rei · f8 negres alfil · g8 negres cavall · h8 negres torre · a7 negres peó · b7 negres peó · c7 negres peó · d7 negres peó · f7 negres peó · g7 negres peó · h7 negres peó · e5 negres peó · g4 blanques peó · h4 negres dama · f3 blanques peó · a2 blanques peó · b2 blanques peó · c2 blanques peó · d2 blanques peó · e2 blanques peó · h2 blanques peó · a1 blanques torre · b1 blanques cavall · c1 blanques alfil · d1 blanques dama · e1 blanques rei · f1 blanques alfil · g1 blanques cavall · h1 blanques torre | a8 negres torre · b8 negres cavall · c8 negres alfil · e8 negres rei · f8 negres alfil · g8 negres cavall · h8 negres torre · a7 negres peó · b7 negres peó · c7 negres peó · d7 negres peó · f7 negres peó · g7 negres peó · h7 negres peó · e5 negres peó · g4 blanques peó · h4 negres dama · f3 blanques peó · a2 blanques peó · b2 blanques peó · c2 blanques peó · d2 blanques peó · e2 blanques peó · h2 blanques peó · a1 blanques torre · b1 blanques cavall · c1 blanques alfil · d1 blanques dama · e1 blanques rei · f1 blanques alfil · g1 blanques cavall · h1 blanques torre | 3 |
| 2 | a8 negres torre · b8 negres cavall · c8 negres alfil · e8 negres rei · f8 negres alfil · g8 negres cavall · h8 negres torre · a7 negres peó · b7 negres peó · c7 negres peó · d7 negres peó · f7 negres peó · g7 negres peó · h7 negres peó · e5 negres peó · g4 blanques peó · h4 negres dama · f3 blanques peó · a2 blanques peó · b2 blanques peó · c2 blanques peó · d2 blanques peó · e2 blanques peó · h2 blanques peó · a1 blanques torre · b1 blanques cavall · c1 blanques alfil · d1 blanques dama · e1 blanques rei · f1 blanques alfil · g1 blanques cavall · h1 blanques torre | a8 negres torre · b8 negres cavall · c8 negres alfil · e8 negres rei · f8 negres alfil · g8 negres cavall · h8 negres torre · a7 negres peó · b7 negres peó · c7 negres peó · d7 negres peó · f7 negres peó · g7 negres peó · h7 negres peó · e5 negres peó · g4 blanques peó · h4 negres dama · f3 blanques peó · a2 blanques peó · b2 blanques peó · c2 blanques peó · d2 blanques peó · e2 blanques peó · h2 blanques peó · a1 blanques torre · b1 blanques cavall · c1 blanques alfil · d1 blanques dama · e1 blanques rei · f1 blanques alfil · g1 blanques cavall · h1 blanques torre | a8 negres torre · b8 negres cavall · c8 negres alfil · e8 negres rei · f8 negres alfil · g8 negres cavall · h8 negres torre · a7 negres peó · b7 negres peó · c7 negres peó · d7 negres peó · f7 negres peó · g7 negres peó · h7 negres peó · e5 negres peó · g4 blanques peó · h4 negres dama · f3 blanques peó · a2 blanques peó · b2 blanques peó · c2 blanques peó · d2 blanques peó · e2 blanques peó · h2 blanques peó · a1 blanques torre · b1 blanques cavall · c1 blanques alfil · d1 blanques dama · e1 blanques rei · f1 blanques alfil · g1 blanques cavall · h1 blanques torre | a8 negres torre · b8 negres cavall · c8 negres alfil · e8 negres rei · f8 negres alfil · g8 negres cavall · h8 negres torre · a7 negres peó · b7 negres peó · c7 negres peó · d7 negres peó · f7 negres peó · g7 negres peó · h7 negres peó · e5 negres peó · g4 blanques peó · h4 negres dama · f3 blanques peó · a2 blanques peó · b2 blanques peó · c2 blanques peó · d2 blanques peó · e2 blanques peó · h2 blanques peó · a1 blanques torre · b1 blanques cavall · c1 blanques alfil · d1 blanques dama · e1 blanques rei · f1 blanques alfil · g1 blanques cavall · h1 blanques torre | a8 negres torre · b8 negres cavall · c8 negres alfil · e8 negres rei · f8 negres alfil · g8 negres cavall · h8 negres torre · a7 negres peó · b7 negres peó · c7 negres peó · d7 negres peó · f7 negres peó · g7 negres peó · h7 negres peó · e5 negres peó · g4 blanques peó · h4 negres dama · f3 blanques peó · a2 blanques peó · b2 blanques peó · c2 blanques peó · d2 blanques peó · e2 blanques peó · h2 blanques peó · a1 blanques torre · b1 blanques cavall · c1 blanques alfil · d1 blanques dama · e1 blanques rei · f1 blanques alfil · g1 blanques cavall · h1 blanques torre | a8 negres torre · b8 negres cavall · c8 negres alfil · e8 negres rei · f8 negres alfil · g8 negres cavall · h8 negres torre · a7 negres peó · b7 negres peó · c7 negres peó · d7 negres peó · f7 negres peó · g7 negres peó · h7 negres peó · e5 negres peó · g4 blanques peó · h4 negres dama · f3 blanques peó · a2 blanques peó · b2 blanques peó · c2 blanques peó · d2 blanques peó · e2 blanques peó · h2 blanques peó · a1 blanques torre · b1 blanques cavall · c1 blanques alfil · d1 blanques dama · e1 blanques rei · f1 blanques alfil · g1 blanques cavall · h1 blanques torre | a8 negres torre · b8 negres cavall · c8 negres alfil · e8 negres rei · f8 negres alfil · g8 negres cavall · h8 negres torre · a7 negres peó · b7 negres peó · c7 negres peó · d7 negres peó · f7 negres peó · g7 negres peó · h7 negres peó · e5 negres peó · g4 blanques peó · h4 negres dama · f3 blanques peó · a2 blanques peó · b2 blanques peó · c2 blanques peó · d2 blanques peó · e2 blanques peó · h2 blanques peó · a1 blanques torre · b1 blanques cavall · c1 blanques alfil · d1 blanques dama · e1 blanques rei · f1 blanques alfil · g1 blanques cavall · h1 blanques torre | a8 negres torre · b8 negres cavall · c8 negres alfil · e8 negres rei · f8 negres alfil · g8 negres cavall · h8 negres torre · a7 negres peó · b7 negres peó · c7 negres peó · d7 negres peó · f7 negres peó · g7 negres peó · h7 negres peó · e5 negres peó · g4 blanques peó · h4 negres dama · f3 blanques peó · a2 blanques peó · b2 blanques peó · c2 blanques peó · d2 blanques peó · e2 blanques peó · h2 blanques peó · a1 blanques torre · b1 blanques cavall · c1 blanques alfil · d1 blanques dama · e1 blanques rei · f1 blanques alfil · g1 blanques cavall · h1 blanques torre | 2 |
| 1 | a8 negres torre · b8 negres cavall · c8 negres alfil · e8 negres rei · f8 negres alfil · g8 negres cavall · h8 negres torre · a7 negres peó · b7 negres peó · c7 negres peó · d7 negres peó · f7 negres peó · g7 negres peó · h7 negres peó · e5 negres peó · g4 blanques peó · h4 negres dama · f3 blanques peó · a2 blanques peó · b2 blanques peó · c2 blanques peó · d2 blanques peó · e2 blanques peó · h2 blanques peó · a1 blanques torre · b1 blanques cavall · c1 blanques alfil · d1 blanques dama · e1 blanques rei · f1 blanques alfil · g1 blanques cavall · h1 blanques torre | a8 negres torre · b8 negres cavall · c8 negres alfil · e8 negres rei · f8 negres alfil · g8 negres cavall · h8 negres torre · a7 negres peó · b7 negres peó · c7 negres peó · d7 negres peó · f7 negres peó · g7 negres peó · h7 negres peó · e5 negres peó · g4 blanques peó · h4 negres dama · f3 blanques peó · a2 blanques peó · b2 blanques peó · c2 blanques peó · d2 blanques peó · e2 blanques peó · h2 blanques peó · a1 blanques torre · b1 blanques cavall · c1 blanques alfil · d1 blanques dama · e1 blanques rei · f1 blanques alfil · g1 blanques cavall · h1 blanques torre | a8 negres torre · b8 negres cavall · c8 negres alfil · e8 negres rei · f8 negres alfil · g8 negres cavall · h8 negres torre · a7 negres peó · b7 negres peó · c7 negres peó · d7 negres peó · f7 negres peó · g7 negres peó · h7 negres peó · e5 negres peó · g4 blanques peó · h4 negres dama · f3 blanques peó · a2 blanques peó · b2 blanques peó · c2 blanques peó · d2 blanques peó · e2 blanques peó · h2 blanques peó · a1 blanques torre · b1 blanques cavall · c1 blanques alfil · d1 blanques dama · e1 blanques rei · f1 blanques alfil · g1 blanques cavall · h1 blanques torre | a8 negres torre · b8 negres cavall · c8 negres alfil · e8 negres rei · f8 negres alfil · g8 negres cavall · h8 negres torre · a7 negres peó · b7 negres peó · c7 negres peó · d7 negres peó · f7 negres peó · g7 negres peó · h7 negres peó · e5 negres peó · g4 blanques peó · h4 negres dama · f3 blanques peó · a2 blanques peó · b2 blanques peó · c2 blanques peó · d2 blanques peó · e2 blanques peó · h2 blanques peó · a1 blanques torre · b1 blanques cavall · c1 blanques alfil · d1 blanques dama · e1 blanques rei · f1 blanques alfil · g1 blanques cavall · h1 blanques torre | a8 negres torre · b8 negres cavall · c8 negres alfil · e8 negres rei · f8 negres alfil · g8 negres cavall · h8 negres torre · a7 negres peó · b7 negres peó · c7 negres peó · d7 negres peó · f7 negres peó · g7 negres peó · h7 negres peó · e5 negres peó · g4 blanques peó · h4 negres dama · f3 blanques peó · a2 blanques peó · b2 blanques peó · c2 blanques peó · d2 blanques peó · e2 blanques peó · h2 blanques peó · a1 blanques torre · b1 blanques cavall · c1 blanques alfil · d1 blanques dama · e1 blanques rei · f1 blanques alfil · g1 blanques cavall · h1 blanques torre | a8 negres torre · b8 negres cavall · c8 negres alfil · e8 negres rei · f8 negres alfil · g8 negres cavall · h8 negres torre · a7 negres peó · b7 negres peó · c7 negres peó · d7 negres peó · f7 negres peó · g7 negres peó · h7 negres peó · e5 negres peó · g4 blanques peó · h4 negres dama · f3 blanques peó · a2 blanques peó · b2 blanques peó · c2 blanques peó · d2 blanques peó · e2 blanques peó · h2 blanques peó · a1 blanques torre · b1 blanques cavall · c1 blanques alfil · d1 blanques dama · e1 blanques rei · f1 blanques alfil · g1 blanques cavall · h1 blanques torre | a8 negres torre · b8 negres cavall · c8 negres alfil · e8 negres rei · f8 negres alfil · g8 negres cavall · h8 negres torre · a7 negres peó · b7 negres peó · c7 negres peó · d7 negres peó · f7 negres peó · g7 negres peó · h7 negres peó · e5 negres peó · g4 blanques peó · h4 negres dama · f3 blanques peó · a2 blanques peó · b2 blanques peó · c2 blanques peó · d2 blanques peó · e2 blanques peó · h2 blanques peó · a1 blanques torre · b1 blanques cavall · c1 blanques alfil · d1 blanques dama · e1 blanques rei · f1 blanques alfil · g1 blanques cavall · h1 blanques torre | a8 negres torre · b8 negres cavall · c8 negres alfil · e8 negres rei · f8 negres alfil · g8 negres cavall · h8 negres torre · a7 negres peó · b7 negres peó · c7 negres peó · d7 negres peó · f7 negres peó · g7 negres peó · h7 negres peó · e5 negres peó · g4 blanques peó · h4 negres dama · f3 blanques peó · a2 blanques peó · b2 blanques peó · c2 blanques peó · d2 blanques peó · e2 blanques peó · h2 blanques peó · a1 blanques torre · b1 blanques cavall · c1 blanques alfil · d1 blanques dama · e1 blanques rei · f1 blanques alfil · g1 blanques cavall · h1 blanques torre | 1 |
|   | a | b | c | d | e | f | g | h |   |

Animació del mat del boig

El mat del boig és l'escac i mat més ràpid possible en els escacs; es produeix en només dues jugades. Rep aquest nom perquè només pot passar si el jugador de blanques juga extraordinàriament malament, com un boig. Fins i tot entre els principiants, aquest mat gairebé mai passa en la pràctica.

## Moviments
Per exemple, els següents moviments porten al mat del boig:
1.f3?? e5
2.g4?? Dh4++
(diagrama de la dreta).
Hi ha vuit possibles lleugeres variacions en el patró: les blanques poden jugar f4 en comptes de f3 o moure el peó g abans que el peó f, i les negres poden jugar e6 en comptes d'e5.
El mateix patró bàsic de mat pot ocórrer més tard durant la partida. Hi ha, per exemple, un parany ben conegut a la defensa holandesa que va ocórrer el 1896 en una partida entre Frank Melville Teed i Eugene Delmar, que va començar 1.d4 f5 2.Ag5 h6 3. Af4 g5 4.Ag3 f4, (sembla que les negres han guanyat l'alfil), però ara vé 5.e3 (amenaçant Dh5#, la idea bàsica del mat del boig) 5 ... h5 6.Ad3?! (6.Ae2 és probablement millor, però aquest moviment para una trampa) 6... Th6? (defensant-se contra Ag6#, però ...) 7.Dxh5 +! Txh5 8.Ag6 #.

## Variacions
Més en general, el terme mat del boig s'aplica a tots els mats similars al principi de la partida, per exemple, 1.e4 g5 2.d4 f6 3.Dh5# - el patró més simple del mat del boig es manté: un jugador avança els seus peons f i g, permetent que la dama rival faci un mat al llarg de la diagonal destapada. Alguns autors sostenen que un tipus de mat del boig "accelerat" va passar en una partida, possiblement apòcrifa, de 1959, entre Masefield (o Mayfield, depenent de la font consultada) i Trinka (o Trinks, o Trent) que va durar només tres moviments: 1.e4 g5 2.Cc3 f5 3.Dh5# (també existeixen variants en aquests moviments).
Encara més en general, el terme «mat del boig» s'usa també en variacions dels escacs per a designar el mat més curt possible, especialment en cas que tingui semblança amb el mat del boig dels escacs ortodoxos. Per exemple, el mat del boig en escacs progressius, és 1.ie4 2.f6 g5 3.Dh5 #.

## Una trampa semblant
|   | a | b | c | d | e | f | g | h |   |
| 8 | a8 negres torre · b8 negres cavall · d8 negres dama · e8 negres rei · f8 negres alfil · h8 negres torre · a7 negres peó · c7 negres peó · d7 negres peó · e7 negres peó · h7 blanques peó · b6 negres peó · g6 blanques alfil · h5 negres cavall · d4 blanques peó · a2 blanques peó · b2 blanques peó · c2 blanques peó · f2 blanques peó · g2 negres alfil · h2 blanques peó · a1 blanques torre · b1 blanques cavall · c1 blanques alfil · e1 blanques rei · g1 blanques cavall · h1 blanques torre | a8 negres torre · b8 negres cavall · d8 negres dama · e8 negres rei · f8 negres alfil · h8 negres torre · a7 negres peó · c7 negres peó · d7 negres peó · e7 negres peó · h7 blanques peó · b6 negres peó · g6 blanques alfil · h5 negres cavall · d4 blanques peó · a2 blanques peó · b2 blanques peó · c2 blanques peó · f2 blanques peó · g2 negres alfil · h2 blanques peó · a1 blanques torre · b1 blanques cavall · c1 blanques alfil · e1 blanques rei · g1 blanques cavall · h1 blanques torre | a8 negres torre · b8 negres cavall · d8 negres dama · e8 negres rei · f8 negres alfil · h8 negres torre · a7 negres peó · c7 negres peó · d7 negres peó · e7 negres peó · h7 blanques peó · b6 negres peó · g6 blanques alfil · h5 negres cavall · d4 blanques peó · a2 blanques peó · b2 blanques peó · c2 blanques peó · f2 blanques peó · g2 negres alfil · h2 blanques peó · a1 blanques torre · b1 blanques cavall · c1 blanques alfil · e1 blanques rei · g1 blanques cavall · h1 blanques torre | a8 negres torre · b8 negres cavall · d8 negres dama · e8 negres rei · f8 negres alfil · h8 negres torre · a7 negres peó · c7 negres peó · d7 negres peó · e7 negres peó · h7 blanques peó · b6 negres peó · g6 blanques alfil · h5 negres cavall · d4 blanques peó · a2 blanques peó · b2 blanques peó · c2 blanques peó · f2 blanques peó · g2 negres alfil · h2 blanques peó · a1 blanques torre · b1 blanques cavall · c1 blanques alfil · e1 blanques rei · g1 blanques cavall · h1 blanques torre | a8 negres torre · b8 negres cavall · d8 negres dama · e8 negres rei · f8 negres alfil · h8 negres torre · a7 negres peó · c7 negres peó · d7 negres peó · e7 negres peó · h7 blanques peó · b6 negres peó · g6 blanques alfil · h5 negres cavall · d4 blanques peó · a2 blanques peó · b2 blanques peó · c2 blanques peó · f2 blanques peó · g2 negres alfil · h2 blanques peó · a1 blanques torre · b1 blanques cavall · c1 blanques alfil · e1 blanques rei · g1 blanques cavall · h1 blanques torre | a8 negres torre · b8 negres cavall · d8 negres dama · e8 negres rei · f8 negres alfil · h8 negres torre · a7 negres peó · c7 negres peó · d7 negres peó · e7 negres peó · h7 blanques peó · b6 negres peó · g6 blanques alfil · h5 negres cavall · d4 blanques peó · a2 blanques peó · b2 blanques peó · c2 blanques peó · f2 blanques peó · g2 negres alfil · h2 blanques peó · a1 blanques torre · b1 blanques cavall · c1 blanques alfil · e1 blanques rei · g1 blanques cavall · h1 blanques torre | a8 negres torre · b8 negres cavall · d8 negres dama · e8 negres rei · f8 negres alfil · h8 negres torre · a7 negres peó · c7 negres peó · d7 negres peó · e7 negres peó · h7 blanques peó · b6 negres peó · g6 blanques alfil · h5 negres cavall · d4 blanques peó · a2 blanques peó · b2 blanques peó · c2 blanques peó · f2 blanques peó · g2 negres alfil · h2 blanques peó · a1 blanques torre · b1 blanques cavall · c1 blanques alfil · e1 blanques rei · g1 blanques cavall · h1 blanques torre | a8 negres torre · b8 negres cavall · d8 negres dama · e8 negres rei · f8 negres alfil · h8 negres torre · a7 negres peó · c7 negres peó · d7 negres peó · e7 negres peó · h7 blanques peó · b6 negres peó · g6 blanques alfil · h5 negres cavall · d4 blanques peó · a2 blanques peó · b2 blanques peó · c2 blanques peó · f2 blanques peó · g2 negres alfil · h2 blanques peó · a1 blanques torre · b1 blanques cavall · c1 blanques alfil · e1 blanques rei · g1 blanques cavall · h1 blanques torre | 8 |
| 7 | a8 negres torre · b8 negres cavall · d8 negres dama · e8 negres rei · f8 negres alfil · h8 negres torre · a7 negres peó · c7 negres peó · d7 negres peó · e7 negres peó · h7 blanques peó · b6 negres peó · g6 blanques alfil · h5 negres cavall · d4 blanques peó · a2 blanques peó · b2 blanques peó · c2 blanques peó · f2 blanques peó · g2 negres alfil · h2 blanques peó · a1 blanques torre · b1 blanques cavall · c1 blanques alfil · e1 blanques rei · g1 blanques cavall · h1 blanques torre | a8 negres torre · b8 negres cavall · d8 negres dama · e8 negres rei · f8 negres alfil · h8 negres torre · a7 negres peó · c7 negres peó · d7 negres peó · e7 negres peó · h7 blanques peó · b6 negres peó · g6 blanques alfil · h5 negres cavall · d4 blanques peó · a2 blanques peó · b2 blanques peó · c2 blanques peó · f2 blanques peó · g2 negres alfil · h2 blanques peó · a1 blanques torre · b1 blanques cavall · c1 blanques alfil · e1 blanques rei · g1 blanques cavall · h1 blanques torre | a8 negres torre · b8 negres cavall · d8 negres dama · e8 negres rei · f8 negres alfil · h8 negres torre · a7 negres peó · c7 negres peó · d7 negres peó · e7 negres peó · h7 blanques peó · b6 negres peó · g6 blanques alfil · h5 negres cavall · d4 blanques peó · a2 blanques peó · b2 blanques peó · c2 blanques peó · f2 blanques peó · g2 negres alfil · h2 blanques peó · a1 blanques torre · b1 blanques cavall · c1 blanques alfil · e1 blanques rei · g1 blanques cavall · h1 blanques torre | a8 negres torre · b8 negres cavall · d8 negres dama · e8 negres rei · f8 negres alfil · h8 negres torre · a7 negres peó · c7 negres peó · d7 negres peó · e7 negres peó · h7 blanques peó · b6 negres peó · g6 blanques alfil · h5 negres cavall · d4 blanques peó · a2 blanques peó · b2 blanques peó · c2 blanques peó · f2 blanques peó · g2 negres alfil · h2 blanques peó · a1 blanques torre · b1 blanques cavall · c1 blanques alfil · e1 blanques rei · g1 blanques cavall · h1 blanques torre | a8 negres torre · b8 negres cavall · d8 negres dama · e8 negres rei · f8 negres alfil · h8 negres torre · a7 negres peó · c7 negres peó · d7 negres peó · e7 negres peó · h7 blanques peó · b6 negres peó · g6 blanques alfil · h5 negres cavall · d4 blanques peó · a2 blanques peó · b2 blanques peó · c2 blanques peó · f2 blanques peó · g2 negres alfil · h2 blanques peó · a1 blanques torre · b1 blanques cavall · c1 blanques alfil · e1 blanques rei · g1 blanques cavall · h1 blanques torre | a8 negres torre · b8 negres cavall · d8 negres dama · e8 negres rei · f8 negres alfil · h8 negres torre · a7 negres peó · c7 negres peó · d7 negres peó · e7 negres peó · h7 blanques peó · b6 negres peó · g6 blanques alfil · h5 negres cavall · d4 blanques peó · a2 blanques peó · b2 blanques peó · c2 blanques peó · f2 blanques peó · g2 negres alfil · h2 blanques peó · a1 blanques torre · b1 blanques cavall · c1 blanques alfil · e1 blanques rei · g1 blanques cavall · h1 blanques torre | a8 negres torre · b8 negres cavall · d8 negres dama · e8 negres rei · f8 negres alfil · h8 negres torre · a7 negres peó · c7 negres peó · d7 negres peó · e7 negres peó · h7 blanques peó · b6 negres peó · g6 blanques alfil · h5 negres cavall · d4 blanques peó · a2 blanques peó · b2 blanques peó · c2 blanques peó · f2 blanques peó · g2 negres alfil · h2 blanques peó · a1 blanques torre · b1 blanques cavall · c1 blanques alfil · e1 blanques rei · g1 blanques cavall · h1 blanques torre | a8 negres torre · b8 negres cavall · d8 negres dama · e8 negres rei · f8 negres alfil · h8 negres torre · a7 negres peó · c7 negres peó · d7 negres peó · e7 negres peó · h7 blanques peó · b6 negres peó · g6 blanques alfil · h5 negres cavall · d4 blanques peó · a2 blanques peó · b2 blanques peó · c2 blanques peó · f2 blanques peó · g2 negres alfil · h2 blanques peó · a1 blanques torre · b1 blanques cavall · c1 blanques alfil · e1 blanques rei · g1 blanques cavall · h1 blanques torre | 7 |
| 6 | a8 negres torre · b8 negres cavall · d8 negres dama · e8 negres rei · f8 negres alfil · h8 negres torre · a7 negres peó · c7 negres peó · d7 negres peó · e7 negres peó · h7 blanques peó · b6 negres peó · g6 blanques alfil · h5 negres cavall · d4 blanques peó · a2 blanques peó · b2 blanques peó · c2 blanques peó · f2 blanques peó · g2 negres alfil · h2 blanques peó · a1 blanques torre · b1 blanques cavall · c1 blanques alfil · e1 blanques rei · g1 blanques cavall · h1 blanques torre | a8 negres torre · b8 negres cavall · d8 negres dama · e8 negres rei · f8 negres alfil · h8 negres torre · a7 negres peó · c7 negres peó · d7 negres peó · e7 negres peó · h7 blanques peó · b6 negres peó · g6 blanques alfil · h5 negres cavall · d4 blanques peó · a2 blanques peó · b2 blanques peó · c2 blanques peó · f2 blanques peó · g2 negres alfil · h2 blanques peó · a1 blanques torre · b1 blanques cavall · c1 blanques alfil · e1 blanques rei · g1 blanques cavall · h1 blanques torre | a8 negres torre · b8 negres cavall · d8 negres dama · e8 negres rei · f8 negres alfil · h8 negres torre · a7 negres peó · c7 negres peó · d7 negres peó · e7 negres peó · h7 blanques peó · b6 negres peó · g6 blanques alfil · h5 negres cavall · d4 blanques peó · a2 blanques peó · b2 blanques peó · c2 blanques peó · f2 blanques peó · g2 negres alfil · h2 blanques peó · a1 blanques torre · b1 blanques cavall · c1 blanques alfil · e1 blanques rei · g1 blanques cavall · h1 blanques torre | a8 negres torre · b8 negres cavall · d8 negres dama · e8 negres rei · f8 negres alfil · h8 negres torre · a7 negres peó · c7 negres peó · d7 negres peó · e7 negres peó · h7 blanques peó · b6 negres peó · g6 blanques alfil · h5 negres cavall · d4 blanques peó · a2 blanques peó · b2 blanques peó · c2 blanques peó · f2 blanques peó · g2 negres alfil · h2 blanques peó · a1 blanques torre · b1 blanques cavall · c1 blanques alfil · e1 blanques rei · g1 blanques cavall · h1 blanques torre | a8 negres torre · b8 negres cavall · d8 negres dama · e8 negres rei · f8 negres alfil · h8 negres torre · a7 negres peó · c7 negres peó · d7 negres peó · e7 negres peó · h7 blanques peó · b6 negres peó · g6 blanques alfil · h5 negres cavall · d4 blanques peó · a2 blanques peó · b2 blanques peó · c2 blanques peó · f2 blanques peó · g2 negres alfil · h2 blanques peó · a1 blanques torre · b1 blanques cavall · c1 blanques alfil · e1 blanques rei · g1 blanques cavall · h1 blanques torre | a8 negres torre · b8 negres cavall · d8 negres dama · e8 negres rei · f8 negres alfil · h8 negres torre · a7 negres peó · c7 negres peó · d7 negres peó · e7 negres peó · h7 blanques peó · b6 negres peó · g6 blanques alfil · h5 negres cavall · d4 blanques peó · a2 blanques peó · b2 blanques peó · c2 blanques peó · f2 blanques peó · g2 negres alfil · h2 blanques peó · a1 blanques torre · b1 blanques cavall · c1 blanques alfil · e1 blanques rei · g1 blanques cavall · h1 blanques torre | a8 negres torre · b8 negres cavall · d8 negres dama · e8 negres rei · f8 negres alfil · h8 negres torre · a7 negres peó · c7 negres peó · d7 negres peó · e7 negres peó · h7 blanques peó · b6 negres peó · g6 blanques alfil · h5 negres cavall · d4 blanques peó · a2 blanques peó · b2 blanques peó · c2 blanques peó · f2 blanques peó · g2 negres alfil · h2 blanques peó · a1 blanques torre · b1 blanques cavall · c1 blanques alfil · e1 blanques rei · g1 blanques cavall · h1 blanques torre | a8 negres torre · b8 negres cavall · d8 negres dama · e8 negres rei · f8 negres alfil · h8 negres torre · a7 negres peó · c7 negres peó · d7 negres peó · e7 negres peó · h7 blanques peó · b6 negres peó · g6 blanques alfil · h5 negres cavall · d4 blanques peó · a2 blanques peó · b2 blanques peó · c2 blanques peó · f2 blanques peó · g2 negres alfil · h2 blanques peó · a1 blanques torre · b1 blanques cavall · c1 blanques alfil · e1 blanques rei · g1 blanques cavall · h1 blanques torre | 6 |
| 5 | a8 negres torre · b8 negres cavall · d8 negres dama · e8 negres rei · f8 negres alfil · h8 negres torre · a7 negres peó · c7 negres peó · d7 negres peó · e7 negres peó · h7 blanques peó · b6 negres peó · g6 blanques alfil · h5 negres cavall · d4 blanques peó · a2 blanques peó · b2 blanques peó · c2 blanques peó · f2 blanques peó · g2 negres alfil · h2 blanques peó · a1 blanques torre · b1 blanques cavall · c1 blanques alfil · e1 blanques rei · g1 blanques cavall · h1 blanques torre | a8 negres torre · b8 negres cavall · d8 negres dama · e8 negres rei · f8 negres alfil · h8 negres torre · a7 negres peó · c7 negres peó · d7 negres peó · e7 negres peó · h7 blanques peó · b6 negres peó · g6 blanques alfil · h5 negres cavall · d4 blanques peó · a2 blanques peó · b2 blanques peó · c2 blanques peó · f2 blanques peó · g2 negres alfil · h2 blanques peó · a1 blanques torre · b1 blanques cavall · c1 blanques alfil · e1 blanques rei · g1 blanques cavall · h1 blanques torre | a8 negres torre · b8 negres cavall · d8 negres dama · e8 negres rei · f8 negres alfil · h8 negres torre · a7 negres peó · c7 negres peó · d7 negres peó · e7 negres peó · h7 blanques peó · b6 negres peó · g6 blanques alfil · h5 negres cavall · d4 blanques peó · a2 blanques peó · b2 blanques peó · c2 blanques peó · f2 blanques peó · g2 negres alfil · h2 blanques peó · a1 blanques torre · b1 blanques cavall · c1 blanques alfil · e1 blanques rei · g1 blanques cavall · h1 blanques torre | a8 negres torre · b8 negres cavall · d8 negres dama · e8 negres rei · f8 negres alfil · h8 negres torre · a7 negres peó · c7 negres peó · d7 negres peó · e7 negres peó · h7 blanques peó · b6 negres peó · g6 blanques alfil · h5 negres cavall · d4 blanques peó · a2 blanques peó · b2 blanques peó · c2 blanques peó · f2 blanques peó · g2 negres alfil · h2 blanques peó · a1 blanques torre · b1 blanques cavall · c1 blanques alfil · e1 blanques rei · g1 blanques cavall · h1 blanques torre | a8 negres torre · b8 negres cavall · d8 negres dama · e8 negres rei · f8 negres alfil · h8 negres torre · a7 negres peó · c7 negres peó · d7 negres peó · e7 negres peó · h7 blanques peó · b6 negres peó · g6 blanques alfil · h5 negres cavall · d4 blanques peó · a2 blanques peó · b2 blanques peó · c2 blanques peó · f2 blanques peó · g2 negres alfil · h2 blanques peó · a1 blanques torre · b1 blanques cavall · c1 blanques alfil · e1 blanques rei · g1 blanques cavall · h1 blanques torre | a8 negres torre · b8 negres cavall · d8 negres dama · e8 negres rei · f8 negres alfil · h8 negres torre · a7 negres peó · c7 negres peó · d7 negres peó · e7 negres peó · h7 blanques peó · b6 negres peó · g6 blanques alfil · h5 negres cavall · d4 blanques peó · a2 blanques peó · b2 blanques peó · c2 blanques peó · f2 blanques peó · g2 negres alfil · h2 blanques peó · a1 blanques torre · b1 blanques cavall · c1 blanques alfil · e1 blanques rei · g1 blanques cavall · h1 blanques torre | a8 negres torre · b8 negres cavall · d8 negres dama · e8 negres rei · f8 negres alfil · h8 negres torre · a7 negres peó · c7 negres peó · d7 negres peó · e7 negres peó · h7 blanques peó · b6 negres peó · g6 blanques alfil · h5 negres cavall · d4 blanques peó · a2 blanques peó · b2 blanques peó · c2 blanques peó · f2 blanques peó · g2 negres alfil · h2 blanques peó · a1 blanques torre · b1 blanques cavall · c1 blanques alfil · e1 blanques rei · g1 blanques cavall · h1 blanques torre | a8 negres torre · b8 negres cavall · d8 negres dama · e8 negres rei · f8 negres alfil · h8 negres torre · a7 negres peó · c7 negres peó · d7 negres peó · e7 negres peó · h7 blanques peó · b6 negres peó · g6 blanques alfil · h5 negres cavall · d4 blanques peó · a2 blanques peó · b2 blanques peó · c2 blanques peó · f2 blanques peó · g2 negres alfil · h2 blanques peó · a1 blanques torre · b1 blanques cavall · c1 blanques alfil · e1 blanques rei · g1 blanques cavall · h1 blanques torre | 5 |
| 4 | a8 negres torre · b8 negres cavall · d8 negres dama · e8 negres rei · f8 negres alfil · h8 negres torre · a7 negres peó · c7 negres peó · d7 negres peó · e7 negres peó · h7 blanques peó · b6 negres peó · g6 blanques alfil · h5 negres cavall · d4 blanques peó · a2 blanques peó · b2 blanques peó · c2 blanques peó · f2 blanques peó · g2 negres alfil · h2 blanques peó · a1 blanques torre · b1 blanques cavall · c1 blanques alfil · e1 blanques rei · g1 blanques cavall · h1 blanques torre | a8 negres torre · b8 negres cavall · d8 negres dama · e8 negres rei · f8 negres alfil · h8 negres torre · a7 negres peó · c7 negres peó · d7 negres peó · e7 negres peó · h7 blanques peó · b6 negres peó · g6 blanques alfil · h5 negres cavall · d4 blanques peó · a2 blanques peó · b2 blanques peó · c2 blanques peó · f2 blanques peó · g2 negres alfil · h2 blanques peó · a1 blanques torre · b1 blanques cavall · c1 blanques alfil · e1 blanques rei · g1 blanques cavall · h1 blanques torre | a8 negres torre · b8 negres cavall · d8 negres dama · e8 negres rei · f8 negres alfil · h8 negres torre · a7 negres peó · c7 negres peó · d7 negres peó · e7 negres peó · h7 blanques peó · b6 negres peó · g6 blanques alfil · h5 negres cavall · d4 blanques peó · a2 blanques peó · b2 blanques peó · c2 blanques peó · f2 blanques peó · g2 negres alfil · h2 blanques peó · a1 blanques torre · b1 blanques cavall · c1 blanques alfil · e1 blanques rei · g1 blanques cavall · h1 blanques torre | a8 negres torre · b8 negres cavall · d8 negres dama · e8 negres rei · f8 negres alfil · h8 negres torre · a7 negres peó · c7 negres peó · d7 negres peó · e7 negres peó · h7 blanques peó · b6 negres peó · g6 blanques alfil · h5 negres cavall · d4 blanques peó · a2 blanques peó · b2 blanques peó · c2 blanques peó · f2 blanques peó · g2 negres alfil · h2 blanques peó · a1 blanques torre · b1 blanques cavall · c1 blanques alfil · e1 blanques rei · g1 blanques cavall · h1 blanques torre | a8 negres torre · b8 negres cavall · d8 negres dama · e8 negres rei · f8 negres alfil · h8 negres torre · a7 negres peó · c7 negres peó · d7 negres peó · e7 negres peó · h7 blanques peó · b6 negres peó · g6 blanques alfil · h5 negres cavall · d4 blanques peó · a2 blanques peó · b2 blanques peó · c2 blanques peó · f2 blanques peó · g2 negres alfil · h2 blanques peó · a1 blanques torre · b1 blanques cavall · c1 blanques alfil · e1 blanques rei · g1 blanques cavall · h1 blanques torre | a8 negres torre · b8 negres cavall · d8 negres dama · e8 negres rei · f8 negres alfil · h8 negres torre · a7 negres peó · c7 negres peó · d7 negres peó · e7 negres peó · h7 blanques peó · b6 negres peó · g6 blanques alfil · h5 negres cavall · d4 blanques peó · a2 blanques peó · b2 blanques peó · c2 blanques peó · f2 blanques peó · g2 negres alfil · h2 blanques peó · a1 blanques torre · b1 blanques cavall · c1 blanques alfil · e1 blanques rei · g1 blanques cavall · h1 blanques torre | a8 negres torre · b8 negres cavall · d8 negres dama · e8 negres rei · f8 negres alfil · h8 negres torre · a7 negres peó · c7 negres peó · d7 negres peó · e7 negres peó · h7 blanques peó · b6 negres peó · g6 blanques alfil · h5 negres cavall · d4 blanques peó · a2 blanques peó · b2 blanques peó · c2 blanques peó · f2 blanques peó · g2 negres alfil · h2 blanques peó · a1 blanques torre · b1 blanques cavall · c1 blanques alfil · e1 blanques rei · g1 blanques cavall · h1 blanques torre | a8 negres torre · b8 negres cavall · d8 negres dama · e8 negres rei · f8 negres alfil · h8 negres torre · a7 negres peó · c7 negres peó · d7 negres peó · e7 negres peó · h7 blanques peó · b6 negres peó · g6 blanques alfil · h5 negres cavall · d4 blanques peó · a2 blanques peó · b2 blanques peó · c2 blanques peó · f2 blanques peó · g2 negres alfil · h2 blanques peó · a1 blanques torre · b1 blanques cavall · c1 blanques alfil · e1 blanques rei · g1 blanques cavall · h1 blanques torre | 4 |
| 3 | a8 negres torre · b8 negres cavall · d8 negres dama · e8 negres rei · f8 negres alfil · h8 negres torre · a7 negres peó · c7 negres peó · d7 negres peó · e7 negres peó · h7 blanques peó · b6 negres peó · g6 blanques alfil · h5 negres cavall · d4 blanques peó · a2 blanques peó · b2 blanques peó · c2 blanques peó · f2 blanques peó · g2 negres alfil · h2 blanques peó · a1 blanques torre · b1 blanques cavall · c1 blanques alfil · e1 blanques rei · g1 blanques cavall · h1 blanques torre | a8 negres torre · b8 negres cavall · d8 negres dama · e8 negres rei · f8 negres alfil · h8 negres torre · a7 negres peó · c7 negres peó · d7 negres peó · e7 negres peó · h7 blanques peó · b6 negres peó · g6 blanques alfil · h5 negres cavall · d4 blanques peó · a2 blanques peó · b2 blanques peó · c2 blanques peó · f2 blanques peó · g2 negres alfil · h2 blanques peó · a1 blanques torre · b1 blanques cavall · c1 blanques alfil · e1 blanques rei · g1 blanques cavall · h1 blanques torre | a8 negres torre · b8 negres cavall · d8 negres dama · e8 negres rei · f8 negres alfil · h8 negres torre · a7 negres peó · c7 negres peó · d7 negres peó · e7 negres peó · h7 blanques peó · b6 negres peó · g6 blanques alfil · h5 negres cavall · d4 blanques peó · a2 blanques peó · b2 blanques peó · c2 blanques peó · f2 blanques peó · g2 negres alfil · h2 blanques peó · a1 blanques torre · b1 blanques cavall · c1 blanques alfil · e1 blanques rei · g1 blanques cavall · h1 blanques torre | a8 negres torre · b8 negres cavall · d8 negres dama · e8 negres rei · f8 negres alfil · h8 negres torre · a7 negres peó · c7 negres peó · d7 negres peó · e7 negres peó · h7 blanques peó · b6 negres peó · g6 blanques alfil · h5 negres cavall · d4 blanques peó · a2 blanques peó · b2 blanques peó · c2 blanques peó · f2 blanques peó · g2 negres alfil · h2 blanques peó · a1 blanques torre · b1 blanques cavall · c1 blanques alfil · e1 blanques rei · g1 blanques cavall · h1 blanques torre | a8 negres torre · b8 negres cavall · d8 negres dama · e8 negres rei · f8 negres alfil · h8 negres torre · a7 negres peó · c7 negres peó · d7 negres peó · e7 negres peó · h7 blanques peó · b6 negres peó · g6 blanques alfil · h5 negres cavall · d4 blanques peó · a2 blanques peó · b2 blanques peó · c2 blanques peó · f2 blanques peó · g2 negres alfil · h2 blanques peó · a1 blanques torre · b1 blanques cavall · c1 blanques alfil · e1 blanques rei · g1 blanques cavall · h1 blanques torre | a8 negres torre · b8 negres cavall · d8 negres dama · e8 negres rei · f8 negres alfil · h8 negres torre · a7 negres peó · c7 negres peó · d7 negres peó · e7 negres peó · h7 blanques peó · b6 negres peó · g6 blanques alfil · h5 negres cavall · d4 blanques peó · a2 blanques peó · b2 blanques peó · c2 blanques peó · f2 blanques peó · g2 negres alfil · h2 blanques peó · a1 blanques torre · b1 blanques cavall · c1 blanques alfil · e1 blanques rei · g1 blanques cavall · h1 blanques torre | a8 negres torre · b8 negres cavall · d8 negres dama · e8 negres rei · f8 negres alfil · h8 negres torre · a7 negres peó · c7 negres peó · d7 negres peó · e7 negres peó · h7 blanques peó · b6 negres peó · g6 blanques alfil · h5 negres cavall · d4 blanques peó · a2 blanques peó · b2 blanques peó · c2 blanques peó · f2 blanques peó · g2 negres alfil · h2 blanques peó · a1 blanques torre · b1 blanques cavall · c1 blanques alfil · e1 blanques rei · g1 blanques cavall · h1 blanques torre | a8 negres torre · b8 negres cavall · d8 negres dama · e8 negres rei · f8 negres alfil · h8 negres torre · a7 negres peó · c7 negres peó · d7 negres peó · e7 negres peó · h7 blanques peó · b6 negres peó · g6 blanques alfil · h5 negres cavall · d4 blanques peó · a2 blanques peó · b2 blanques peó · c2 blanques peó · f2 blanques peó · g2 negres alfil · h2 blanques peó · a1 blanques torre · b1 blanques cavall · c1 blanques alfil · e1 blanques rei · g1 blanques cavall · h1 blanques torre | 3 |
| 2 | a8 negres torre · b8 negres cavall · d8 negres dama · e8 negres rei · f8 negres alfil · h8 negres torre · a7 negres peó · c7 negres peó · d7 negres peó · e7 negres peó · h7 blanques peó · b6 negres peó · g6 blanques alfil · h5 negres cavall · d4 blanques peó · a2 blanques peó · b2 blanques peó · c2 blanques peó · f2 blanques peó · g2 negres alfil · h2 blanques peó · a1 blanques torre · b1 blanques cavall · c1 blanques alfil · e1 blanques rei · g1 blanques cavall · h1 blanques torre | a8 negres torre · b8 negres cavall · d8 negres dama · e8 negres rei · f8 negres alfil · h8 negres torre · a7 negres peó · c7 negres peó · d7 negres peó · e7 negres peó · h7 blanques peó · b6 negres peó · g6 blanques alfil · h5 negres cavall · d4 blanques peó · a2 blanques peó · b2 blanques peó · c2 blanques peó · f2 blanques peó · g2 negres alfil · h2 blanques peó · a1 blanques torre · b1 blanques cavall · c1 blanques alfil · e1 blanques rei · g1 blanques cavall · h1 blanques torre | a8 negres torre · b8 negres cavall · d8 negres dama · e8 negres rei · f8 negres alfil · h8 negres torre · a7 negres peó · c7 negres peó · d7 negres peó · e7 negres peó · h7 blanques peó · b6 negres peó · g6 blanques alfil · h5 negres cavall · d4 blanques peó · a2 blanques peó · b2 blanques peó · c2 blanques peó · f2 blanques peó · g2 negres alfil · h2 blanques peó · a1 blanques torre · b1 blanques cavall · c1 blanques alfil · e1 blanques rei · g1 blanques cavall · h1 blanques torre | a8 negres torre · b8 negres cavall · d8 negres dama · e8 negres rei · f8 negres alfil · h8 negres torre · a7 negres peó · c7 negres peó · d7 negres peó · e7 negres peó · h7 blanques peó · b6 negres peó · g6 blanques alfil · h5 negres cavall · d4 blanques peó · a2 blanques peó · b2 blanques peó · c2 blanques peó · f2 blanques peó · g2 negres alfil · h2 blanques peó · a1 blanques torre · b1 blanques cavall · c1 blanques alfil · e1 blanques rei · g1 blanques cavall · h1 blanques torre | a8 negres torre · b8 negres cavall · d8 negres dama · e8 negres rei · f8 negres alfil · h8 negres torre · a7 negres peó · c7 negres peó · d7 negres peó · e7 negres peó · h7 blanques peó · b6 negres peó · g6 blanques alfil · h5 negres cavall · d4 blanques peó · a2 blanques peó · b2 blanques peó · c2 blanques peó · f2 blanques peó · g2 negres alfil · h2 blanques peó · a1 blanques torre · b1 blanques cavall · c1 blanques alfil · e1 blanques rei · g1 blanques cavall · h1 blanques torre | a8 negres torre · b8 negres cavall · d8 negres dama · e8 negres rei · f8 negres alfil · h8 negres torre · a7 negres peó · c7 negres peó · d7 negres peó · e7 negres peó · h7 blanques peó · b6 negres peó · g6 blanques alfil · h5 negres cavall · d4 blanques peó · a2 blanques peó · b2 blanques peó · c2 blanques peó · f2 blanques peó · g2 negres alfil · h2 blanques peó · a1 blanques torre · b1 blanques cavall · c1 blanques alfil · e1 blanques rei · g1 blanques cavall · h1 blanques torre | a8 negres torre · b8 negres cavall · d8 negres dama · e8 negres rei · f8 negres alfil · h8 negres torre · a7 negres peó · c7 negres peó · d7 negres peó · e7 negres peó · h7 blanques peó · b6 negres peó · g6 blanques alfil · h5 negres cavall · d4 blanques peó · a2 blanques peó · b2 blanques peó · c2 blanques peó · f2 blanques peó · g2 negres alfil · h2 blanques peó · a1 blanques torre · b1 blanques cavall · c1 blanques alfil · e1 blanques rei · g1 blanques cavall · h1 blanques torre | a8 negres torre · b8 negres cavall · d8 negres dama · e8 negres rei · f8 negres alfil · h8 negres torre · a7 negres peó · c7 negres peó · d7 negres peó · e7 negres peó · h7 blanques peó · b6 negres peó · g6 blanques alfil · h5 negres cavall · d4 blanques peó · a2 blanques peó · b2 blanques peó · c2 blanques peó · f2 blanques peó · g2 negres alfil · h2 blanques peó · a1 blanques torre · b1 blanques cavall · c1 blanques alfil · e1 blanques rei · g1 blanques cavall · h1 blanques torre | 2 |
| 1 | a8 negres torre · b8 negres cavall · d8 negres dama · e8 negres rei · f8 negres alfil · h8 negres torre · a7 negres peó · c7 negres peó · d7 negres peó · e7 negres peó · h7 blanques peó · b6 negres peó · g6 blanques alfil · h5 negres cavall · d4 blanques peó · a2 blanques peó · b2 blanques peó · c2 blanques peó · f2 blanques peó · g2 negres alfil · h2 blanques peó · a1 blanques torre · b1 blanques cavall · c1 blanques alfil · e1 blanques rei · g1 blanques cavall · h1 blanques torre | a8 negres torre · b8 negres cavall · d8 negres dama · e8 negres rei · f8 negres alfil · h8 negres torre · a7 negres peó · c7 negres peó · d7 negres peó · e7 negres peó · h7 blanques peó · b6 negres peó · g6 blanques alfil · h5 negres cavall · d4 blanques peó · a2 blanques peó · b2 blanques peó · c2 blanques peó · f2 blanques peó · g2 negres alfil · h2 blanques peó · a1 blanques torre · b1 blanques cavall · c1 blanques alfil · e1 blanques rei · g1 blanques cavall · h1 blanques torre | a8 negres torre · b8 negres cavall · d8 negres dama · e8 negres rei · f8 negres alfil · h8 negres torre · a7 negres peó · c7 negres peó · d7 negres peó · e7 negres peó · h7 blanques peó · b6 negres peó · g6 blanques alfil · h5 negres cavall · d4 blanques peó · a2 blanques peó · b2 blanques peó · c2 blanques peó · f2 blanques peó · g2 negres alfil · h2 blanques peó · a1 blanques torre · b1 blanques cavall · c1 blanques alfil · e1 blanques rei · g1 blanques cavall · h1 blanques torre | a8 negres torre · b8 negres cavall · d8 negres dama · e8 negres rei · f8 negres alfil · h8 negres torre · a7 negres peó · c7 negres peó · d7 negres peó · e7 negres peó · h7 blanques peó · b6 negres peó · g6 blanques alfil · h5 negres cavall · d4 blanques peó · a2 blanques peó · b2 blanques peó · c2 blanques peó · f2 blanques peó · g2 negres alfil · h2 blanques peó · a1 blanques torre · b1 blanques cavall · c1 blanques alfil · e1 blanques rei · g1 blanques cavall · h1 blanques torre | a8 negres torre · b8 negres cavall · d8 negres dama · e8 negres rei · f8 negres alfil · h8 negres torre · a7 negres peó · c7 negres peó · d7 negres peó · e7 negres peó · h7 blanques peó · b6 negres peó · g6 blanques alfil · h5 negres cavall · d4 blanques peó · a2 blanques peó · b2 blanques peó · c2 blanques peó · f2 blanques peó · g2 negres alfil · h2 blanques peó · a1 blanques torre · b1 blanques cavall · c1 blanques alfil · e1 blanques rei · g1 blanques cavall · h1 blanques torre | a8 negres torre · b8 negres cavall · d8 negres dama · e8 negres rei · f8 negres alfil · h8 negres torre · a7 negres peó · c7 negres peó · d7 negres peó · e7 negres peó · h7 blanques peó · b6 negres peó · g6 blanques alfil · h5 negres cavall · d4 blanques peó · a2 blanques peó · b2 blanques peó · c2 blanques peó · f2 blanques peó · g2 negres alfil · h2 blanques peó · a1 blanques torre · b1 blanques cavall · c1 blanques alfil · e1 blanques rei · g1 blanques cavall · h1 blanques torre | a8 negres torre · b8 negres cavall · d8 negres dama · e8 negres rei · f8 negres alfil · h8 negres torre · a7 negres peó · c7 negres peó · d7 negres peó · e7 negres peó · h7 blanques peó · b6 negres peó · g6 blanques alfil · h5 negres cavall · d4 blanques peó · a2 blanques peó · b2 blanques peó · c2 blanques peó · f2 blanques peó · g2 negres alfil · h2 blanques peó · a1 blanques torre · b1 blanques cavall · c1 blanques alfil · e1 blanques rei · g1 blanques cavall · h1 blanques torre | a8 negres torre · b8 negres cavall · d8 negres dama · e8 negres rei · f8 negres alfil · h8 negres torre · a7 negres peó · c7 negres peó · d7 negres peó · e7 negres peó · h7 blanques peó · b6 negres peó · g6 blanques alfil · h5 negres cavall · d4 blanques peó · a2 blanques peó · b2 blanques peó · c2 blanques peó · f2 blanques peó · g2 negres alfil · h2 blanques peó · a1 blanques torre · b1 blanques cavall · c1 blanques alfil · e1 blanques rei · g1 blanques cavall · h1 blanques torre | 1 |
|   | a | b | c | d | e | f | g | h |   |

Una trampa similar va ocórrer en una partida entre Gioachino Greco i un rival anònim.
1. e4 b6
2. d4 Ab7 (defensa Owen)
3. Ad3 f5?
4. exf5 Axg2
5. Dh5+ g6
6. fxg6 Cf6??
Ara 6. ... Ag7! hauria permès que la partida continués, ja que el moviment obre una casella d'escapament pel rei a f8.
7. gxh7+ Cxh5
8. Ag6# (1-0)